# Oliveri

Ubicació de Oliveri dins de la província

Oliveri (sicilià Uliveri) és un municipi italià, dins de la ciutat metropolitana de Messina. L'any 2007 tenia 2.071 habitants. Limita amb els municipis de Falcone, Montalbano Elicona i Patti.

## Administració
| Període | Identitat    | Partit |
| ------- | ------------ | ------ |
| 2009-   | Michele Pino |        |